# Kozmičko mikrovalno pozadinsko zračenje
Pozadinsko zračenje je elektromagnetsko zračenje cijele nebeske sfere, koje se sastoji od zračenja nerazlučenih zvijezda i galaktika, te od zračenja međuzvjezdanog i međugalaktičkoga plina. Spektar je pozadinskoga zračenja neprekidan, a maksimum postiže u području mikrovalova (valne duljine oko 1 mm). Kozmičko mikrovalno pozadinsko zračenje odgovara spektru toplinskoga zračenja crnoga tijela pri temperaturi od 2,72548 K ± 0,00057 K. Otkrili su ga A. A. Penzias i R. W. Wilson 1965. i ono potvrđuje teoriju velikoga praska prema kojoj mikrovalno pozadinsko zračenje (reliktno zračenje) potječe iz doba približno 379 000 godina nakon velikog praska, kada se temperatura plina snizila na približno 3 000 K, pa su se stvorili neutralni atomi vodika. Ionizirani plin prethodnih doba nije bio proziran. Raspodjela izvora toga zračenja na nebeskoj sferi (pozadinska anizotropija) odražava raspored tvari u trenutku kada je svemir postao proziran. Drži se da je od tih početnih odstupanja u jednolikoj gustoći nastala današnja struktura svemira.

## Otkriće pozadinskog zračenja
Arno A. Penzias i Robert W. Wilson su u laboratorijima firme Bell u Holmdelu, SAD, radili pokuse s velikom antenom. Izradili su prijemnu antenu u obliku roga, dugu 6 metara, s vrlo osjetljivim prijemnikom, da bi razaznali slabe radiosignale s umjetnih satelita Echo 1 i Telstar. Penzias i Wilson odlučili su ispitati slabi šum koji je ometao prijem.
Prvo su pomislili kako šum potječe iz smjera Mliječnog puta. U tom bi slučaju šum trebao biti najjači kada je antena okrenuta prema Mliječnom putu, a najslabiji kad je postavljena okomito na taj smjer. Treba reći da atmosfera propušta zračenje valne duljine veće od centimetra. Pri manjim valnim duljinama zračenje molekula vode i kisika iz atmosfere postane previše veliko i ometa ono zračenje koje želimo izmjeriti. U slučaju velikih valnih duljina pri 21 cm počne smetati zračenje atoma u oblacima neutralnog vodika.
Penzias i Wilson mjerili su smetnje pri valnoj duljini 7,35 cm. Iznenađeni, ustanovili su da signal nije ovisio o smjeru. Pažljivo su otklonili sve mogućnosti nastajanja šuma u atmosferi ili u prijemniku. Signal nije mogao nastati u atmosferi jer bi u tom slučaju morao ovisiti o smjeru antene. Naime, u smjeru okomito gore morao bi biti slabiji nego pod kutom prema okomici, jer je u prvom slučaju prividna debljina atmosfere manja nego u drugome. Preostala je samo mogućnost da valovi stižu iz svih smjerova jednakomjerno te da izviru iz svemira, a ne iz naše galaktike. Penzias i Wilson su oklijevali u objavljivanju rezultata, jer im se misao činila neobičnom. Nato su za mjerenje saznale istraživačke grupe pod vodstvom R.H. Dickea iz susjednog Princetona.
U vrijeme otkrića pozadinskog zračenja, ideja o njemu je bila stara već desetljeće i pol. Godine 1948. G. Gamow i dva suradnika čak su predvidjeli da tom zračenju odgovara temperatura 5 K do koje se ono ohladilo zbog širenja svemira. Tvrdnja Gamowa i suradnika, međutim, nije pobudila pažnju javnosti.
Nakon 1960. godine na pretpostavku o zračenju u svemiru su uz R.H. Dickea, došli još i Jakov B. Zeldovič u SSSR-u, F. Hoyle u Engleskoj i drugi. Da bi provjerili pretpostavku, godine 1964. R.H. Dicke i njegovi suradnici počeli su mjeriti pri valnoj duljini od 3,2 cm. Još prije no što su završili mjerenja, saznali su za uspjeh Penziasa i Wilsona. Godine 1978. A.A. Penzias i R.W. Wilson zajedno su dobili Nobelovu nagradu za fiziku, jer su prvi otkrili svemirsko zračenje, iako zapravo u početku nisu znali što su otkrili.

## Mapiranje pozadinskog zračenja
Satelit COBE (eng. Cosmic Background Explorer Satellite) lansiran je u studenom 1989. godine u svrhu izrade mikrovalne mape neba - mape pozadinskog zračenja. Godine 1992. objavljeni su prvi rezultati. Otkriveno je da spektar pozadinskog zračenja savršeno odgovara spektru crnog tijela pri temperaturi od 2,735 K. Također su otkrivena i teorijom predviđene vrlo male fluktuacije (odstupanje od prosjeka) temperature (1/100 000) koja ukazuju na začetke današnje strukture svemira. Ovako male fluktuacije su ujedno i dokaz kozmološkog principa - koji kaže da je svemir jednak u svim svojim smjerovima. Ove fluktuacije su poznate pod nazivom "valovi na rubu svemira" (eng. ripples at the edge of the universe). Fluktuacije temperature protumačene su kao razlike u gustoći materije u tom razdoblju, što je uzrokom današnje strukture svemira.
Detaljnije mjerenje anizotropnosti pozadinskog zračenja napravio je 2001. umjetni satelit WMAP (eng. Wilkinson Microwave Anisotropy Probe).

## Porijeklo zračenja
Kad je svemir bio vrlo mlad i vruć, zračenje nije moglo proputovati velike udaljenosti jer bi vrlo brzo bilo apsorbirano i reemitirano. Stalna izmjena energije između čestica održavala je svemir u stanju termičke ravnoteže - bilo je vrlo malo vjerojatno da će se neki dio svemira ugrijati iznad prosječne temperature. Kad se materija i energija nalaze u takvom stanju, spektar zračenja poprima oblik termalnog spektra (spektar zračenja crnog tijela), gdje jakost zračenja na bilo kojoj valnoj duljini ovisi samo o temperaturi. Termalni spektar pozadinskog zračenja je jak dokaz da je svemir nekad bio gust i vruć.
Zračenje sadrži energiju, a energiji odgovara masa. Na taj način možemo uspoređivati gustoću materije i zračenja. Srednja gustoća tvari smanjuje se s vremenom zbog širenja svemira, i to obrnuto razmjerno s kubom udaljenosti. Zbog istog razloga smanjuje se i gustoća zračenja, štoviše, još jače, i to obrnuto razmjerno s četvrtom potencijom udaljenosti.
Nakon što se gustoća materije izjednačila s gustoćom zračenja, svemir postaje propustan za zračenje, a zračenje i tvar se razvijaju odvojeno. Iako nakon procesa odvajanja više nije bilo u termičkoj ravnoteži s materijom, zračenje je ipak očuvalo karakteristična svojstva zračenja u termičkoj ravnoteži s tvari. Valna duljina zračenja se "rasteže" zbog širenja svemira, pa je i temperatura zračenja pala s prvotnih 4 000 K na današnjih 2,735 K. Fotoni koji stižu u naše detektore putovali su više od 10 milijardi godina i prešli više milijuna milijardi milijardi kilometara. To su najstariji fotoni koje opažamo.

## Anizotropnost
Satelit COBE je mjerenjem spektra pozadinskog zračenja i mapiranjem njegove anizotropnosti pružio uvid u začetke strukture svemira. Iako mala (1/100 000), za anizotropnost se vjeruje da je uzrok današnjeg grupiranja materije u galaktike i skupove galaksija. Proučavanje anizotropnosti na velikoj, srednjoj i maloj skali trebalo bi u sljedećem desetljeću astronomima dati odgovore na mnoga kozmološka pitanja.

### Anizotropnost na velikoj skali
Anizotropnost na velikoj skali (više od 10°) izmjerena uz pomoć satelita COBE bila je jednaka onoj predviđenoj teorijom velikog praska. Pored toga, način na koji odstupanje od prosjeka varira s kutnom veličinom područja na kojima se toliko odstupanje uočava također se uklapa u teoriju velikog praska. Postoji nekoliko suparničkih teorija o porijeklu anizotropnosti. Neke od njih su teorija struna te model inflacijskog svemira. Izgled uzoraka pozadinskog zračenja na velikoj skali je sličan za ove dvije vodeće teorije, a statistička svojstva mape zračenja koja ove teorije predviđaju u zadovoljavajućoj mjeri se poklapaju sa svojstvima COBE-ove mape.

### Anizotropnost na srednjoj skali
Anizotropnost pozadinskog zračenja koja je odgovorna za formiranje galaktika i skupova galaktika mnogo je finija od one izmjerene COBE-om. Pored toga, mjerenje anizotropnosti na srednjoj skali (0,5° - 10°) razjasnilo bi detalje procesa razdvajanja materije i zračenja. Brojčani proračuni pokazuju da je u vrijeme posljednjeg međudjelovanja materije i zračenja došlo do akustičnih oscilacija u područjima s najgušćom materijom, što je trebalo ostaviti traga u anizotropnosti zračenja. Oscilacije bi još više zgusnile gusta područja. Simulacije su pokazale da je odnos gustoće i veličine takvih područja u kozmološkom modelu vrlo osjetljiv na kozmološke parametre Ω (omjer stvarne i kritične gustoće svemira), B (udio obične (barionske) materije) i H0 (Hubbleova konstanta). Pobliže određivanje ove tri važne kozmološke konstante zahtijeva istraživanje anizotropnosti pozadinskog zračenja na skali od 1°, međutim, tehnika i tehnologija potrebna za ovakvu vrstu mjerenja mikrovalnog zračenja je još uvijek u razvoju.

### Anizotropnost na maloj skali
Mjerenje anizotropnosti na skali manjoj od 0,5° morat će se izvršiti relativno velikim zemaljskim teleskopima. Očekuje se da će, zbog potrebe za velikim instrumentima i značajnim novčanim sredstvima, napredak u ovom području biti relativno spor.
Teorija još nije dovoljno rekla o ovoj vrsti anizotropnosti, ali se sumnja da je anizotropnost na vrlo maloj skali donekle "zamućena" međudjelovanjem zračenja i materije krajem prijelaznog perioda između razdoblja zračenja i razdoblja materije. Teorija struna i inflacijski model predviđaju različite uzorke pozadinskog zračenja na maloj skali, pa bi izrada detaljnije mape na maloj skali trebala dokazati valjanost jedne od teorija.

## Poveznice
- Reliktna hladna mrlja